# Гуго Краас
Гуго Краас (нім. Hugo Kraas; 25 січня 1911, Віттен — 20 лютого 1980, Зельк) — німецький офіцер Ваффен-СС, бригадефюрер СС і генерал-майор Ваффен-СС, кавалер Лицарського хреста Залізного хреста з Дубовим листям.

## Ранні роки
Гуго Краас народився 25 січня 1911 року в місті Віттен. З багатодітної сім'ї (старший з семи синів). Спочатку вчився на вчителя, але після смерті батька в 1932 році був змушений залишити навчання і влаштуватися на роботу. 1 травня 1934 Краас вступив в НСДАП (партійний квиток № 2 204 561), в тому ж році — в СА. 1 липня 1935 року як кандидат в офіцери вступив до 6-го піхотного полку. 30 вересня 1935 зарахований в резерв.
15 жовтня 1935 Краас вступив в СС (службове посвідчення № 289 633) і був зарахований до лав штандарту СС «Германія». У 1938 році закінчив юнкерське училище СС в Бад-Тельці. 12 березня 1938 року Гуго Краас став Унтерштурмфюрером СС і був призначений командиром взводу в 14-й протитанковій роті Лейбштандарта СС «Адольф Гітлер».

## Друга світова війна
У складі Лейбштандарта СС «Адольф Гітлер» брав участь в Польській кампанії. З листопада 1939 року був командиром взводу в 15-й мотоциклетній роті. Блискуче проявив себе у Французькій кампанії, після якої його взвод був розгорнутий у 2-гу роту розвідувального батальйону Лейбштандарта СС.
Був учасником Балканської кампанії, з червня 1941 року — боїв на радянсько-німецькому фронті. Під час відсутності Курта Меєра заміщав його на чолі розвідувального батальйону Лейбштандарта СС. Прославився своїми діями під час битви під Ростовом.
Після розгортання бригади СС «Лейбштандарт СС Адольф Гітлер» в дивізію Краас в червні 1942 року призначений командиром 1-го батальйону 2-го панцергренадерського полку СС цієї дивізії, на чолі якого відзначився в боях під Харковим.
У липні 1943 року замінив Теодора Віша на посаді командира 2-го панцергренадерського полку СС своєї дивізії. Під час битви на Курській дузі його полк знищив 91 радянський танк, 63 протитанкові гармати і близько 3 тисяч військовослужбовців. 5 січня 1944 року Гуго був важко поранений.
13 листопада 1944 року Краас став командиром 12-ї танкової дивізії СС «Гітлерюгенд». 8 травня 1945 року з залишками дивізії здався американським військам в Австрії, поблизу Лінца.

## Життя після війни
До 1948 року перебував в американському полоні. Після звільнення став керівником дитячого будинку. Гуго Краас помер 20 лютого 1980 року в Зельке від інфаркту.

## Сім'я
25 жовтня 1939 року одружився з вчителькою Рут Зюнне Годберсен (1912-1997). Адольф Гітлер передав Краасу через свого ад'ютанта Макса Вюнше особисте привітання, «Майн Кампф» з автографом і 3000 рейхсмарок.

## Звання
- Унтерштурмфюрер СС (12 березня 1938)
- Оберштурмфюрер СС (20 квітня 1939)
- Гауптштурмфюрер СС (1 вересня 1940)
- Штурмбаннфюрер СС (20 квітня 1942)
- Оберштурмбаннфюрер СС (21 червня 1943)
- Штандартенфюрер СС (30 січня 1944)
- Оберфюрер СС (30 січня 1945)
- Бригадефюрер СС і генерал-майор Ваффен-СС (20 квітня 1945)

## Нагороди
- Почесна шпага рейхсфюрера СС
- Кільце «Мертва голова»
- Медаль «У пам'ять 13 березня 1938 року»
- Медаль «У пам'ять 1 жовтня 1938» із застібкою «Празький град»
- Залізний хрест
  - 2-го класу (16 жовтня 1939)
  - 1-го класу (25 травня 1940)
- Штурмовий піхотний знак в бронзі (3 жовтня 1940)
- Нагрудний знак «За поранення»
  - в чорному (28 серпня 1941)
  - в сріблі (15 жовтня 1944)
- Німецький хрест в золоті (26 грудня 1941) як гауптштурмфюрер СС і командир 2-ї роти розвідувального батальйону СС «Лейбштандарт СС Адольф Гітлер»
- Медаль «За зимову кампанію на Сході 1941/42» (24 серпня 1942)
- Орден «За хоробрість» 4-го ступеня, 1-й клас (Болгарія)
- Відзначений у Вермахтберіхт (27 лютого 1943)
- Лицарський хрест Залізного хреста з Дубовим листям
  - Лицарський хрест (28 березня 1943) як штурмбаннфюрер СС і командир I батальйону 2-го панцергренадерського полку СС «Лейбштандарт СС Адольф Гітлер»
  - Дубове листя (№ 375; 24 січня 1944) як оберштурмбаннфюрер СС і командир 2-го панцергренадерського полку СС «Лейбштандарт СС Адольф Гітлер»
- Нагрудний знак ближнього бою в сріблі (15 жовтня 1943)